# Piazza Abbiategrasso (metrostation)
Piazza Abbiategrasso is een metrostation in de Italiaanse stad Milaan dat werd geopend op 17 maart 2005 en wordt bediend door lijn 2 van de metro van Milaan.
Het station was van 2005 tot 2011 de enige zuidelijke terminus van lijn 2. Op 20 februari 2011 werd een nieuwe meer zuidelijke aftakking van lijn 2 geopend die doorloopt tot in de gemeente Assago met een tweede zuidelijke lijnterminus Assago Milanofiori Forum. Sinds die datum wordt Abbiategrasso slechts door een deel van de treinstellen van lijn 2 bediend.